# Doratogonus septentrionalis
Doratogonus septentrionalis là một loài cuốn chiếu thuộc họ Spirostreptidae. Chúng là loài đặc hữu của Nam Phi.
Môi trường sống tự nhiên của chúng là vùng cận nhiệt đới hoặc nhiệt đới ẩm có độ cao lớn.
Loài này đang bị đe dọa do mất môi trường sống.